# Албена Вулева
Албена Валентинова Вулева започва кариерата си като „момиче на късмета“ на Къци Вапцаров. Телевизионна водеща е на българското телевизионно предаване „Сигнално жълто“. Вулева е работила в телевизиите „ВЕК“, „Евроком България“, а от 2002 г. работи в телевизия „СКАТ“. През март 2011 г., поканена от Люба Кулезич, на 3 април 2011 г. стартира новото светско развлекателно предаване „Панаир на суетата“ по TV 7. Предаването е свалено от ефир в края на януари 2012 г. В началото на октомври 2013 г. Албена Вулева се завръща в ефир с най-новото си авторско предаване „Психодиспансер“ по „Евроком“, което се излъчва всеки петък от 23 часа, като пилотният брой е излъчен на 4 октомври 2013 г.
На 15 септември 2014 влиза във „VIP Brother: Образцов дом“. Участието и се превръща в едно от най-запомнящите се. Стига до финал, завършвайки на пета позиция.
Майка ѝ е рускиня – Людмила Захажаева-Николова, а баща ѝ българин – Валентин Николов.
През 2018 г. влиза в Big Brother: Most Wanted.
Към края на 2021 г. Вулева се изявява в социалните мрежи, където споделя случките и неволите в живота си. Няколко пъти седмично излъчва на живо в популярната платформа за видеосподеляне YouTube, в която каналът ѝ има над 10 000 последователи.

## В „Сигнално жълто“
През 2003 г. Вулева завежда дело в Районния съд в Балчик срещу водещия Слави Трифонов за нанесени според нея лека телесна повреда и публична обида, твърдейки, че умишлено е излял халба бира в лицето ѝ. Съдът оправдава подсъдимия поради показания на свидетели, че Трифонов се е спънал и заливането е случайно. Вулева обжалва решението в Добричкия окръжен съд, което бива прекратено през 2006 г. поради изтекла давност.
През лятото на 2007 г. предаването е осъдено от композитора Стефан Диомов заради „неприкрити, тенденциозни и злоумишлени нападки, съдържащи неверни, позорящи обстоятелства и приписващи на Диомов престъпления и прояви на корупция“. В средата на август 2008 г. предаването е свалено от ефир, а водещата – освободена от телевизия СКАТ.

## Критики и противоречия
През септември 2015 г. Комисията за защита от дискриминация (КЗД) глобява Вулева с 500 лв. за разпалване на омраза срещу бежанци и роми. Делото пред КЗД е образувано по сигнал на правозащитната организация Български хелзинкски комитет и е във връзка с два броя от авторското предаване на Вулева „PSYCHOдиспансер“, излъчено през октомври и ноември 2013 г. по телевизия „Евроком“. В предаванията си Вулева прави репортажи от района на джамията Баня Башъ в центъра на София, а в коментар зад кадър обсъжда чужденците, които заснема. Нарича ги „надупени иноверци“ (визирайки позата за молитва на мюсюлманите), „нашественици“, „алахолюбиви пришълци“, „разярени чернокожи иноверци“, „напористи, арогантни, изискващи и нахални“, „пропълзяващи в страната ни мохамедани“, „ислямисти“, „неука, черна, неблагодарна маса организми“ и др.
При влизането си в Big Brother: Most Wanted през 2018 г. шокира всички с променения си външен вид и обявява, че е приела исляма.